# Детлев Карл фон Айнзидел
Детлев Карл фон Айнзидел (на немски: Detlev Carl, Graf von Einsiedel; * 27 август 1737, Дрезден; † 17 декември 1810, Мюкенберг в Бранденбург) е граф от саксонския благороднически род Айнзидел и дворцов чиновник, саксонски кабинет-министър и основател на предприятие.

## Произход
Той е най-малкият син на дворцовия маршал имперски граф Йохан Георг фон Айнзидел (1692 – 1760) и втората му съпруга графиня Шарлота фон Флеминг (1704 – 1758), дъщеря на саксонския генерал граф Йоахим Фридрих фон Флеминг (1665 – 1740) и Кристиана Шарлота фон Вацдорф († 1738).
По-големият му брат Йохан Георг Фридрих фон Айнзидел (1730 – 1811) също е саксонски кабинет-министър, през 1777 г. му дава своята половина от господството Саатхайн (част от Рьодерланд).

## Фамилия
Първи брак: на 25 април 1764 г. в дворец Лихтенщайн или на 4 май 1744 г. в Утфе с графиня Сидония Албертина фон Шьонбург-Лихтенщайн (* 10/20 август 1745, дворец Лихтенщайн близо до Глаухау; † 1 май 1787, Дрезден), дъщеря на граф Вилхелм Хайнрих фон Шьонбург-Лихтенщайн (1714 – 1750) и графиня Вилхелмина фон Золмс-Лаубах (1723 – 1773). Те имат 12 деца:
- дете
- Вилхелмина Шарлота Албертина фон Айнзидел (* 20 ноември 1765; † 4 март 1821), омъжена за Готлоб Хайнрих фон Линденау (* 18 април 1755; † 15 юли 1830)
- Луиза Хенриета фон Айнзидел (* 28 август 1767; † 17 януари 1797), омъжена за Кристиан Райнхард фон Валвиц (* 3 юли 1761; † 7 март 1835/6 април 1832)
- Каролина Сидония фон Айнзидел
- Карл фон Айнзидел (* 9 май 1770, Волкенбург; † 25 март 1841, Нюрнберг), саксонски таен съветник и посланик, женен I. за София Августа фон Лоебен (* 30 септември 1775; † 16 февруари 1797), II. на 15 март 1800 г. за фрайин Вилхелмина Луиза фон Еделсхайм; родители на:
  - Фридрих Карл фон Айнзидел (* 7 март 1801, Дрезден; † 20 януари 1861, Дрезден), женен за Анна фон Хардонкурт (* 7 март 1805; † 8 юни 1893); има 4 деца:
  - Максимилиан Фридрих фон Айнзидел (* 18 март 1805; † 11 април 1845)
  - Юлиана Каролина фон Айнзидел (* 20 декември 1806, Мюнхен; † 1846, Залцбург), омъжена на 20 октомври 1827 г. в дворец Тегернзее за принц Карл Теодор фон Турн и Таксис (* 17 юли 1797, Прага; † 21 юни 1868, Мюнхен)
- Фридрих фон Айнзидел (* 29 февруари 1772; † 30 ноември 1793)
- Детлев фон Айнзидел (* 12 октомври 1773; † 20 март 1861), женен за Йохана Фридерика Луиза фон дер Шуленбург (* 26 август 1773; † 27 януари 1832); родители на:
  - Йохана (Луиза) Августа фон Айнзидел (* 22 ноември 1805; † 6 януари 1871), омъжена 3 пъти
- Фердинанд фон Айнзидел (* 10 януари 1775; † 22 юни 1833), женен I. за Беата фон Пацзенски-Тенцзин (* 18 декември 1783; † 2 януари 1849); II. на 10 октомври 1800 г. за Августа Каролина фон Велтхайм (* 1781; † 30 юни 1845); няма деца
- Адолф фон Айнзидел (* 19 март 1776, Дрезден; † 20 юли 1821, Люцен), пруски полковник, женен на 5 юли 1811 г. във Волкенбург за графиня Клементина Ройс-Кьостриц (* 5 юли 1789, Кьостриц; † 1 май 1870, Берлин), родители на:
  - Хелена Констанца Шарлота Хенриета фон Айнзидел (* 22 май 1812, Арменру, Силезия; † 11 октомври 1837, Берлин), омъжена на 12 октомври 1836 г. във Волкенбург за Вилхелм фон Тюмплинг (* 31 декември 1809, Пазевалк, Предна Померания; † 13 декември 1884, Талщайн)
  - Клеменс фон Айнзидел (* 4 септември 1817, Мерзебург; † 2 юли 1892, Радибор при Бауцен), женен на 31 юли 1844 г. във Франкфурт на Майн за Елизабет Кампбел (* 23 октомври 1823, Шотландия; † 4 януари 1906, Дрезден); има шест деца
  - Каролина Албертина Мария Адолфина фон Айнзидел (* 18 октомври 1819, Йена; † 18 март 1899, Кросен при Цвикау), омъжена на 28 май 1839 г. в Потсдам за Юлиус фон дер Шуленбург (* 2 април 1809, Примерн, Алтмарк; † 16 декември 1893, Дрезден)
  - Детлев Ернст Албан фон Айнзидел (* 18 ноември 1820, Волкенбург; † 7 ноември 1845, Берлин)
- Ернст фон Айнзидел
- Юлиана Ердмута фон Айнзидел (* 17 април 1779; † 31 август 1800)
- Йохана Августа фон Айнзидел (* 12 юни 1783; † 17 февруари 1864), омъжена за Август Фердинанд фон Хезелер (* 15 декември 1761; † 6 декември 1838)

Втори брак: на 14 март 1791 г. в Дрезден с Йохана Амалия фон Панвиц (* 14 януари 1750, Велау; † 12 октомври 1810, Дрезден), вдовица на Йохан Август Хайнрих фон Рьодер († 27 април 1782), дъщеря на Фридрих Вилхелм фон Панвиц (1719 – 1790) и София Вилхелмина Албертина фон Фирек (1731 – 1772). Бракът е бездетен.